# Liste des œuvres publiques du 20e arrondissement de Paris
Cet article recense les œuvres d'art public du 20e arrondissement de Paris, en France.

## Liste

### Tramway T3
Plusieurs œuvres d'art sont installées sur le trajet du tramway 3b pour son inauguration 2012 :
- Call and Response, Langlands & Bell (porte de Vincennes)
- Choses lues, Olivier Cadiot et Pierre Alferi (ensemble des stations du tramway)
- Les Poings d'eau, Pascale Marthine Tayou (porte de Montreuil)
- Twisted Lampost Star, Mark Handworth, place de la Porte-de-Bagnolet

### Peintures murales
En dehors des graffiti et des œuvres de street art réalisés sans autorisation préalable (et en général effacées), le 20e arrondissement comporte plusieurs peintures murales effectuées avec l'aval des autorités ou des propriétaires. Un certain nombre occupent les portions aveugles des immeubles de grande hauteur du sud de l'arrondissement.
- Jérôme Mesnager[4] :
  - Angle des rues de Belleville et Pelleport
  - 72-74 rue des Cascades
  - 3 et 5 rue Constant-Berthaut
  - Passage de la Duée
  - 32 rue de la Duée
  - 10 rue du Jourdain
  - 68 rue de Ménilmontant
  - 25 rue du Retrait
  - 32 rue du Télégraphe

- Mosko et associés[4] :
  - Angle de la rue de la Duée et du passage des Saint-Simoniens
  - 30 rue Laurence-Savart
  - 24 rue du Retrait
  - 29 rue du Retrait
- Némo[4] :
  - 32 rue de la Duée
  - 36 rue Henri-Chevreau
  - 38 rue de Ménilmontant
  - Angle des rues de Ménilmontant et du Retrait
  - 146 boulevard de Ménilmontant[5]
  - 3 rue du Transvaal

- Peinture murale, Philippe Rebuffet (2000, rue Haxo)

- Place Fréhel :
  - Il faut se méfier des mots, Ben (1993)
  - Rendez-vous à l'angle des rues de Belleville et Julien Lacroix, Jean Le Gac (1986)[6]
  - Cône lumineux, Marie Bourget (installation)
  - Un carré pour un square Jean-Max Albert (anamorphose)

### Sculptures
- Bienheureux les pacifiques, Raymond Delamarre (1931, entrée de la crypte de l'église Saint-Jean-Bosco)[7]

- Cimetière du Père-Lachaise :
  - Le Retour éternel, Paul Landowski (salle Landowski du crématorium, 1954)[8],[9]

- La Salamandre (à l'angle de la rue Vitruve et de la rue Albert-Marquet)
- Statue d'Édith Piaf, Lisbeth Delisle (2003, place Édith-Piaf)[10]
- Statue de Léon Gambetta, Jean-Paul Aubé et Louis-Charles Boileau (1888, square Édouard-Vaillant)[11]
- La Terre, de Chantal Blanchy, 25 rue du Retrait (1998)[12]

### Œuvres diverses
- Monument aux Parisiens morts pendant la Première Guerre

- Centre sportif Alfred Nakache, œuvres de Melik Ohanian (2009)[13] :
  - Second Sound (œuvre sonore)
  - Second Time (installation)